# 哆啦A梦电影作品
《多啦A夢電影作品》是日本《哆啦A夢》大長篇漫畫動畫電影版，常稱《電影多啦A夢》（香港又名“叮噹卡通電影”、“叮噹電影版／劇場版”、“多啦A夢大电影”、“電影多啦A夢經典系列”、“多啦A夢特集”、“多啦A夢電影珍藏系列”），或簡稱「電影版」、「劇場版」、「大長篇電影」、「超長篇」。

藍色為本系列中角色曾造訪過的地方。

原本設定「僅此一次」，不過因為受到諸多好評，而且藤子·F·不二雄本人也很喜歡這種故事格局，較能容納短篇故事中難以表達的情節、內涵，因此從1980年開始，固定於每年春季發行1部（包括漫畫版、電影版、併映作品）。本系列每年都維持數百萬的觀影人數、數十億日圓的票房收入，總觀影人數於2013年正式突破1億人，是全球最高票房的日本動畫電影系列。目前票房收入最高、觀影人數最多2D電影是2018年《大雄的金銀島》，53.7億日圓、470萬人。至今全部（含3D和副篇電影）已有66部電影，主篇電影共有43部。

## 沿革
作品大多先在日本的《快樂快樂月刊》刊登長篇漫畫版後，以其為藍本改編成電影（《大雄的平行西遊記》除外），並由東寶株式會社發行。角色设计与美術設定是各个作品分别进行的。1996年藤子·F·不二雄逝世後，便改由他的弟子及藤子Pro繼續創作發行，至2004年為止一共發行了24本大長篇漫畫與25部電影。2004年《大雄的猫狗时空传》是大山版的最後一作。2005年，動畫版本從大山版過渡到水田版，聲優陣容和畫風皆有巨大的改變，由於工作人員太過忙碌，為了因應變化並給活躍多時的電影製作團隊休息，該年便暫停推出。自2006年《大雄的恐龍2006》開始，以水田山葵為首的新聲優陣容接替大山羨代為電影配音，此後持續推出，此時期除了新的大長篇之外，也會重製舊作。本系列至今曾暫停2次，分別為2005年（動畫版換代）和2021年（因疫情延映）。由於每部劇場版固定都會有主角之一的野比大雄，因此每部劇場版的標題都會有「大雄與」或「大雄的」（STAND BY ME 哆啦A夢系列除外）。

## 主篇電影
日本國内票房，1999年前為配給收入，2000年後為興行收入。
※片名標粗體，表示重製版。
| 序號 | 片名                     | 日本上映日期  | 观影人數 日本(萬)   | 票房收入             | 票房收入    | 導演       | 編劇                    |
| 序號 | 片名                     | 日本上映日期  | 观影人數 日本(萬)   | 日本 (億日圓)        | 海外 (美元) | 導演       | 編劇                    |
| ---- | ------------------------ | ------------- | ------------------- | -------------------- | ----------- | ---------- | ----------------------- |
| 1    | 大雄的恐龍               | 1980年3月15日 | 7827                | 26.4                 | 未知        | 福富博     | 藤子·F·不二雄、松岡清治 |
| 2    | 大雄的宇宙開拓史         | 1981年3月14日 | 7827                | 29.8                 | 未知        | 西牧秀夫   | 藤子·F·不二雄           |
| 3    | 大雄的大魔境             | 1982年3月13日 | 7827                | 20.7                 | 未知        | 西牧秀夫   | 藤子·F·不二雄           |
| 4    | 大雄的海底鬼岩城         | 1983年3月12日 | 7827                | 17.0                 | 未知        | 芝山努     | 藤子·F·不二雄           |
| 5    | 大雄的魔界大冒險         | 1984年3月17日 | 7827                | 28.1                 | 未知        | 芝山努     | 藤子·F·不二雄           |
| 6    | 大雄的宇宙小戰爭         | 1985年3月16日 | 7827                | 20.4                 | 未知        | 芝山努     | 藤子·F·不二雄           |
| 7    | 大雄與鐵人兵團           | 1986年3月15日 | 7827                | 22.1                 | 未知        | 芝山努     | 藤子·F·不二雄           |
| 8    | 大雄與龍之騎士           | 1987年3月14日 | 7827                | 25.5                 | 未知        | 芝山努     | 藤子·F·不二雄           |
| 9    | 大雄的平行西遊記         | 1988年3月12日 | 7827                | 23.1                 | 未知        | 芝山努     | 原平了                  |
| 10   | 大雄的日本誕生           | 1989年3月11日 | 7827                | 34.3                 | 未知        | 芝山努     | 藤子·F·不二雄           |
| 11   | 大雄與惑星之謎           | 1990年3月10日 | 7827                | 32.5                 | 未知        | 芝山努     | 藤子·F·不二雄           |
| 12   | 大雄的天方夜譚           | 1991年3月9日  | 7827                | 30.6                 | 未知        | 芝山努     | 藤子·F·不二雄           |
| 13   | 大雄與雲之王國           | 1992年3月7日  | 7827                | 28.6                 | 未知        | 芝山努     | 藤子·F·不二雄           |
| 14   | 大雄與白金迷宮           | 1993年3月6日  | 7827                | 28.1                 | 未知        | 芝山努     | 藤子·F·不二雄           |
| 15   | 大雄與夢幻三劍士         | 1994年3月12日 | 7827                | 23.0                 | 未知        | 芝山努     | 藤子·F·不二雄           |
| 16   | 大雄的創世日記           | 1995年3月4日  | 7827                | 22.1                 | 未知        | 芝山努     | 藤子·F·不二雄           |
| 17   | 大雄與銀河超特急         | 1996年3月2日  | 7827                | 27.2                 | 未知        | 芝山努     | 藤子·F·不二雄           |
| 18   | 大雄的發條都市冒險記     | 1997年3月8日  | 7827                | 34.0                 | 未知        | 芝山努     | 藤子·F·不二雄           |
| 19   | 大雄的南海大冒險         | 1998年3月7日  | 7827                | 35.7                 | 未知        | 芝山努     | 岸間信明                |
| 20   | 大雄的宇宙漂流記         | 1999年3月6日  | 7827                | 34.0                 | 未知        | 芝山努     | 岸間信明                |
| 21   | 大雄的太陽王傳說         | 2000年3月11日 | 7827                | 30.5                 | 未知        | 芝山努     | 岸間信明                |
| 22   | 大雄與翼之勇者           | 2001年3月10日 | 7827                | 30.0                 | 未知        | 芝山努     | 岸間信明                |
| 23   | 大雄與機器人王國         | 2002年3月9日  | 7827                | 23.1                 | $723,229    | 芝山努     | 岸間信明                |
| 24   | 大雄與風之使者           | 2003年3月8日  | 7827                | 25.4                 | $1,401,849  | 芝山努     | 岸間信明                |
| 25   | 大雄的貓狗時空傳         | 2004年3月6日  | 7827                | 30.5                 | $549,304    | 芝山努     | 岸間信明                |
| 26   | 新大雄的恐龍             | 2006年3月4日  | 297                 | 32.8                 | $5,375,823  | 渡邊步     | 渡邊步、楠葉宏三        |
| 27   | 大雄的新魔界大冒險       | 2007年3月10日 | 326                 | 35.4                 | $4,352,792  | 寺本幸代   | 真保裕一                |
| 28   | 大雄與綠之巨人傳         | 2008年3月8日  | 313                 | 33.7                 | $3,334,403  | 渡邊步     | 大野木寬                |
| 29   | 新大雄的宇宙開拓史       | 2009年3月7日  | 230                 | 24.5                 | $1,596,436  | 腰繁男     | 真保裕一                |
| 30   | 大雄的人魚大海戰         | 2010年3月6日  | 298                 | 31.6                 | $2,295,514  | 楠葉宏三   | 真保裕一                |
| 31   | 新大雄與鐵人兵團         | 2011年3月5日  | 227                 | 24.6                 | $1,334,369  | 寺本幸代   | 清水東                  |
| 32   | 大雄與奇跡之島           | 2012年3月3日  | 331                 | 36.2                 | $1,674,089  | 楠葉宏三   | 清水東                  |
| 33   | 大雄的秘密道具博物館     | 2013年3月9日  | 365                 | 39.8                 | $2,882,956  | 寺本幸代   | 清水東                  |
| 34   | 新大雄的大魔境           | 2014年3月8日  | 326                 | 35.8                 | $2,651,639  | 八锹新之介 | 清水東                  |
| 35   | 大雄的宇宙英雄記         | 2015年3月7日  | 351                 | 39.3                 | $3,406,274  | 大杉宜弘   | 清水東                  |
| 36   | 新大雄的日本誕生         | 2016年3月5日  | 363                 | 41.2                 | $17,270,593 | 八鍬新之介 | 八鍬新之介              |
| 37   | 大雄的南極冰天雪地大冒險 | 2017年3月4日  | 396                 | 44.3                 | $24,302,752 | 高橋敦史   | 高橋敦史                |
| 38   | 大雄的金银岛             | 2018年3月3日  | 470                 | 53.7                 | $33,812,757 | 今井一曉   | 川村元气                |
| 39   | 大雄的月球探測記         | 2019年3月1日  | 439                 | 50.2                 | $21,025,896 | 八鍬新之介 | 辻村深月                |
| 40   | 大雄的新恐龍             | 2020年8月7日  | 271                 | 33.5                 |             | 今井一曉   | 川村元氣                |
| 41   | 大雄的宇宙小戰爭2021     | 2022年3月4日  | 221                 | 26.9                 |             | 山口晉     | 佐藤大                  |
| 42   | 大雄與天空的理想鄉       | 2023年3月3日  | 365                 | 43.4                 |             | 堂山卓見   | 古澤良太                |
| 43   | 大雄的地球交響樂         | 2024年3月1日  | 356                 | 43.1                 |             | 今井一曉   | 內海照子                |
| 44   | 大雄的繪畫世界物語       | 2025年3月7日  | 379 （截至6月15日） | 45.7 （截至6月15日） |             | 寺本幸代   | 伊藤公志                |

## 附篇電影
- 1980年—2004年（大山時期），某些主篇電影會在放映完畢後，緊接著播出半小時左右的附篇電影，大多以哆啦美、哆啦A夢族為故事主角，總計21部（不計入姐妹作品）。
- 1981年8月《我是桃太郎的什麼人》，出現了其他藤子漫畫的人物，此外再無姐妹作品角色在附篇電影出場。
- 2006年起（水田時期）不再有附篇電影。

| 序號 | 片名                                    | 上映日期      | 導演     | 編劇              | 備註                 |
| ---- | --------------------------------------- | ------------- | -------- | ----------------- | -------------------- |
| 1    | 我是桃太郎的什麼呢？                    | 1981年8月1日  | 神田武幸 | 城山昇            | 21衛門               |
| 2    | 哆啦美与迷你哆啦SOS                     | 1989年3月11日 | 森協真琴 | 原平隨了          | 大雄的日本誕生       |
| 3    | 哆啦美與阿拉拉♥少年山賊團               | 1991年3月9日  | 原惠一   | 丸尾未步          | 大雄的天方夜譚       |
| 4    | 空中飛車戀曲                            | 1992年3月7日  | 八角哲夫 | 八角哲夫          | 大雄與雲之王國       |
| 5    | 哆啦美與哈囉小恐龍                      | 1993年3月6日  | 原惠一   | 西村孝史          | 大雄與白金迷宮       |
| 6    | 太陽的朋友！加油！心跳太陽車            | 1993年3月6日  | 高橋純   | 高橋純            | 大雄與白金迷宮       |
| 7    | 哆啦美與青色稻草人                      | 1994年3月12日 | 安藤敏彥 | 丸尾未步          | 大雄與夢幻三劍士     |
| 8    | 2112年多啦A夢誕生                       | 1995年3月4日  | 米谷良知 | 米谷良知          | 大雄的創世日記       |
| 9    | 多啦美&多啦A夢族 機械人學校七大奇異事件 | 1996年3月2日  | 米谷良知 | 米谷良知 寺田憲史 | 大雄與銀河超特急     |
| 10   | 多啦A夢族 怪盜多啦賓 神秘的挑戰書       | 1997年3月8日  | 米谷良知 | 米谷良知 寺田憲史 | 大雄的發條都市冒險記 |
| 11   | 多啦A夢族 機械昆蟲大作戰                | 1998年3月7日  | 米谷良知 | 米谷良知 寺田憲史 | 大雄的南海大冒險     |
| 12   | 哆啦A夢回來了                           | 1998年3月7日  | 渡邊步   | 城山昇            | 大雄的南海大冒險     |
| 13   | 多啦A夢族 奇異的甜品娜娜王國            | 1999年3月6日  | 米谷良知 | 米谷良知          | 大雄的宇宙漂流記     |
| 14   | 大雄的結婚前夜                          | 1999年3月6日  | 渡辺歩   | 藤本信行          | 大雄的宇宙漂流記     |
| 15   | 多啦A夢族 生死時速火車大決戰            | 2000年3月11日 | 錦織博   | 池田真美子        | 大雄的太陽王傳說     |
| 16   | 令人懷念的嫲嫲                          | 2000年3月11日 | 渡邊步   | 藤本信行          | 大雄的太陽王傳說     |
| 17   | 多啦美&多啦A夢族 宇宙樂園千鈞一髮！     | 2001年3月10日 | 錦織博   | 池田眞美子        | 大雄與翼之勇者       |
| 18   | 加油！胖虎！！                          | 2001年3月10日 | 渡邊步   | 藤本信行          | 大雄與翼之勇者       |
| 19   | 哆啦A夢七小子GOAL!GOAL!GOAL!!           | 2002年3月9日  | 八角哲夫 | 八角哲夫          | 大雄與機器人王國     |
| 20   | 我出生的那一天                          | 2002年3月9日  | 渡邊步   | 藤本信行          | 大雄與機器人王國     |
| 21   | 哆啦A夢25週年紀念日                     | 2004年3月6日  | 本鄉滿   | 本鄉滿            | 大雄的貓狗時空傳     |

## 3D電影
2014年3D電影《STAND BY ME 哆啦A夢》，日本票房高達83.8億日圓，台灣票房高達2.6千萬新台幣，中國大陸票房高達5.3億人民币。本片的香港配音版是已故資深配音員林保全的遺作。由於本片性質特殊，目標受眾、劇情設定、票房收入和觀影人數無可比性，一般不列入大長篇系列作品。
| 序號 | 片名                  | 日本上映日期   | 观影人數 日本(萬) | 票房收入      | 票房收入    | 導演             | 編劇   |
| 序號 | 片名                  | 日本上映日期   | 观影人數 日本(萬) | 日本 (億日圓) | 海外 (美元) | 導演             | 編劇   |
| ---- | --------------------- | -------------- | ----------------- | ------------- | ----------- | ---------------- | ------ |
| 1    | STAND BY ME 哆啦A夢   | 2014年8月8日   | 750               | 83.8          |             | 山崎貴、八木龍一 | 山崎貴 |
| 2    | STAND BY ME 哆啦A夢 2 | 2020年11月20日 | 218               | 27.8          |             | 山崎貴、八木龍一 | 山崎貴 |

## 開場
| 年份                              | 片頭曲                | 演唱/作曲                                                                                            |
| --------------------------------- | --------------------- | --- |
| 1980—1981                         | 「我是哆啦A夢」       | 大山羨代                                                                                             |
| 1982—1988                         | 「哆啦A夢之歌」       | 大杉久美子                                                                                           |
| 1989—2004（1998、2000除外）       | 「哆啦A夢之歌」       | 山野智子                                                                                             |
| 1998                              | 「哆啦A夢之歌」       | 吉川日奈                                                                                             |
| 2000                              | 「哆啦A夢之歌」       | 維也納少年合唱團                                                                                     |
| 2006—2007                         | 「擁抱吧」            | 夏川里美                                                                                             |
| 2008—2019（2015、2018除外）、2025 | 「實現夢想的哆啦A夢」 | |
| 2015                              | 「實現夢想的哆啦A夢」 | 哆啦A夢（水田山葵） 大雄（大原惠） 靜香（嘉數由美） 胖虎（木村昴） 小夫（關智一） （五位聲優合唱版） |
| 2018、2020-2024                   | 無                    | 無                                                                                                   |

- 序幕：片頭曲播放前戲碼，其中的慣例（大雄大喊「哆啦A夢~」）為本系列重要特色。

| 年份        | 序幕                                                  |
| ----------- | ----------------------------------------------------- |
| 慣例(1986—) | 大雄大喊「哆啦A夢~」                                  |
| 1999        | 胖虎、小夫大喊「哆啦A夢~」                            |
| 2004        | 大雄大喊「哆啦A夢~」，哆啦A梦也回應「大~雄~」         |
| 1980—1982   | 直接播OP                                              |
| 1983        | 海底探測隊：「水深300正常」                           |
| 1984        | 睡醒的大雄幻想著對掃帚「施法」說：「掃帚，請工作吧~」 |
| 1985        | 胖虎戲仿米高梅片頭（招牌獅吼）                        |
| 慣例(2007—) | 大雄大喊「哆啦A夢~」                                  |
| 2013        | 哆啦A梦大喊「大~雄~」                                 |
| 2018／2023  | 維持慣例但取消OP                                      |
| 2006        | 直接播OP                                              |
| 2008／2014  | 大雄走下後山／扁扁走在雨中                            |
| 2015／2017  | 大雄奔跑回家／大雄稱許哆啦A夢的同意                   |
| 2025        | 大雄大喊:「等埋我呀，多啦a夢~」                       |

## 其他

### 各地放映情形

#### 日本
- 每年3月上映，8月發行影碟。（大部分情況）

#### 香港和澳門

##### 叮噹年代
- 最早於1982年暑假在電影院以《八寶叮噹》名義上映《大雄的恐龍》。
- TVB於1986年以《叮噹勇鬥鐵人兵團》名義在翡翠台首播《大雄與鐵人兵團》。及後於1989年播出《宇宙小戰爭》、《叮噹魔域恐龍》和《叮噹大魔境》及1990年播出《叮噹海底鬼岩城》和《叮噹魔界大冒險》。這六部作品均由電視版主角初代聲優配音，亦即林保全、曾慶珏、孫明貞、馮志潤和方煥蘭。
- 1992年，香港星光娛樂／安樂影視曾以片名《叮噹：西遊記》推出正式授權版本的錄影帶和鐳射影碟，此作並沒有在電視上放映。此片「叮噹」一角由1991年至1992年香港電視動畫版聲優郭立文擔演。其他主角之配音員亦邀請了其他 TVB 配音員參演，包括袁淑珍、盧素娟、林丹鳳、馮錦堂等，惟並不依當時電視版的安排，亦有一人分飾數角的情況。
- 1993年至1995年間，一家名為「歷紹行有限公司」的發行商一口氣將《大雄的恐龍》至《夢幻三劍士》（《西遊記》除外）發行成錄影帶和鐳射影碟，此版本中的「叮噹」依然由林保全聲演，而其他主角都由非電視台、「自由身」配音員擔任。其中，《夢幻三劍士》以《叮噹魔域三劍俠》名義在1994年底至1995年初上映。
- 《創世日記》至《南海大冒險》沒有上映或發行任何影碟。

##### 多啦A夢年代
- 從2001年上映《太陽王傳說》開始，每年上映一部作品（其中《宇宙漂流記》和《新宇宙開拓史》沒有依序上映），上映進度比日本晚1～3年。2010年起，開始緊貼日本並保持於同年暑假上映。這些公映版本的主角及主要配角普遍會邀無綫電視粵語配音組之常任配音員參與配音，此慣例直至2021年的《STAND BY ME 多啦A夢 2》中斷，現象更延續至2024年的《大雄的地球交響樂》。
- 2003年至2007年期間，TVB 播映的《多啦A夢》電影（《惑星之謎》至《夢幻三劍士》、《宇宙漂流記》至《風之使者》）延續了80、90年代的傳統，直接向日本買片和自行譯製，所以這段期間在電視上播映的電視版都是TVB製作的版本，由電視台配音組參與配音（常駐角色均採用當時電視版的配音員）。其中《惑星之謎》至《夢幻三劍士》均有收錄影碟，當中電視首播版的《天方夜譚》和《雲之王國》小夫一角因為黃鳳英休假而改由林丹鳳代配，在發行的影碟版本則由黃鳳英重配，故這兩部作品其實存在對白相同、但演員不同的兩個版本。
- 2021年4月上映的《STAND BY ME 多啦A夢 2》為2001年以來首次採用非現役無綫電視粵語配音組之常任配音員為主角聲演的公映版本。同年8月，TVB安排播映本作，恢復了昔日的配音安排，由現任完整多啦A夢聲優陣聲演。

#### 臺灣

##### 年代
- 於1990年代，新潮社有限公司曾發行《大雄的恐龍》至《雲之王國》的錄影帶。

- 於2000年代，沙鷗國際多媒體發行《惑星之謎》至《夢幻三劍士》的VCD和DVD影碟。
- 《創世日記》至《南海大冒險》沒有上映或發行任何影碟。
- 從2002年上映《太陽王傳說》開始，每年上映一部作品（其中《宇宙漂流記》和《新宇宙開拓史》沒有上映，直接發行影碟），上映進度比日本晚1～3年。2010年起，開始緊貼日本並保持於同年暑假上映。公開上映的本土配音版本為國語版本，數年間部分電影有推出過台語以及客家語的版本，以各種形式登陸電視播出、串流點播或其他媒介。

#### 中國大陸
- 2007～2009年，中國大陸曾依序上映《大雄的恐龍》、《新魔界大冒險》、《綠之巨人傳》，而後不了了之，並由《人魚大海戰》至《新·大魔境》改由發售影碟（其中《秘密道具博物館》及《宇宙英雄記》沒有引進），而《夢幻三劍士》電視台播出。
- 2015年上映《哆啦A夢：伴我同行》後，2016年起，開始緊貼日本並保持於同年上映。

### 主題曲
第1部到第17部皆由武田鐵矢作詞（1984年第5部《大雄的魔界大冒險》除外），但藤子·F·不二雄逝世後，武田宣布由於「藤子老師」已逝，因此主動引退哆啦A夢電影的作詞工作。第18部以後，每回電影就請不同的藝人作詞。不過，在2010年哆啦A夢電影30週年之際，武田鐵矢再度獲邀為電影《大雄的人魚大海戰》插曲〈來自遠洋的你〉填詞及演唱。武田本人表示，最喜歡的主題曲是1985年第6部《大雄的宇宙小戰爭》的〈少年期〉，也是藤子·F·不二雄喜歡的曲子。

### 電影入場者禮品
自1989年《大雄的日本誕生》起，每部電影上映時都會送「入場者恆例禮品」。《大雄的日本誕生》到《大雄的宇宙漂流記》禮品都是單色，2000年《大雄的太陽王傳說》以後變成彩色。

### 電影標語
1999年《大雄的宇宙漂流記》以後的每部電影都有一個宣傳標語，點出電影欲傳達的主旨。

#### 原裝標語
大部分情況下，中文地區引進《多啦A夢》電影的時候，都會在海報或預告片翻譯日本原裝標語。
| 日本上映 | 片名                     | 口號 | 口號                                       | 口號                                                            | 口號                                       |
| 日本上映 | 片名                     | 日本 | 台灣                                       | 香港                                                            | 中國大陸                                   |
| -------- | ------------------------ | ---- | ------------------------------------------ | --------------------------------------------------------------- | ------------------------------------------ |
| 1999年   | 大雄的宇宙漂流記         |      | 不適用                                     | 2月9日 同你宇宙探險                                             | 不適用                                     |
| 2000年   | 大雄的太陽王傳說         |      | 你能守護誰？                               | 有趣奇妙 精彩刺激 多啦A夢同你跨越時空圈                         | 不適用                                     |
| 2001年   | 大雄與翼之勇者           |      | 讓人心臟噗通噗通跳的，就是天空。           | 4月17日 一飛沖天                                                | 不適用                                     |
| 2002年   | 大雄與機械人王國         |      | 一起，最強！                               | 多啦A夢同佢班朋友正向機械人王國出發 今個復活節 4月3日冒險大進發 | 不適用                                     |
| 2003年   | 大雄與風之使者           |      | 風的哆啦A夢，開始。                        | 等多啦A夢帶你勇闖風之村， 開始刺激的歷險旅程！                  | 不適用                                     |
| 2004年   | 大雄的貓狗時空傳         |      | 我們，一定會再見的。                       | 8月4日 玩轉時空                                                 | 不適用                                     |
| 2006年   | 大雄的恐龍2006           |      | 超越時空的愛與勇氣。                       | 多啦A夢同你穿越時空 勇闖恐龍世紀！                              | 超越時空的愛與勇氣。                       |
| 2007年   | 大雄的新魔界大冒險       |      | 散發熠熠閃耀的光輝的人，是你               | 嗎喱嗎喱空                                                      | 2008年1月22日 讓我們 一起閃耀吧！          |
| 2008年   | 大雄與綠之巨人傳         |      | 我們的希望 將轉動未來                      | 我們的希望 能改變未來                                           | 我們的希望 將改變未來                      |
| 2009年   | 新·大雄的宇宙開拓史      |      | 不適用                                     | 在那時候， 你會成為英雄。                                       | 不適用                                     |
| 2010年   | 大雄的人魚大海戰         |      | 我們之間的友情，比大海還要深！             | 我們的友情比海深！                                              | 不適用                                     |
| 2011年   | 新·大雄與鐵人兵團        |      | 只要團結一心、 巨大的力量將會覺醒！        | 只要合而為一、 強大力量就會甦醒。                               | 不適用                                     |
| 2012年   | 大雄與奇跡之島           |      | 前進吧！ 夢想與希望的島嶼。                | 前進吧！ 理想與希望的島嶼。                                     | 不適用                                     |
| 2013年   | 大雄的秘密道具博物館     |      | 只要來到這裡、就能實現所有夢想。           | 來到這裡，你的夢想就會成真                                      | 不適用                                     |
| 2014年   | 新·大雄的大魔境          |      | 來冒險吧、朋友們。                         | 來冒險吧，朋友們。                                              | 不適用                                     |
| 2015年   | 大雄之宇宙英雄記         |      | 英雄，就在你心中。                         | 英雄，存在於我們之中                                            | 不適用                                     |
| 2016年   | 新·大雄的日本誕生        |      | 友情，能跨越7萬年的時光！                  | 小神獸 大冒險 穿越7萬年                                         | 一起‧天真                                  |
| 2017年   | 大雄的南極冰天雪地大冒險 |      | 這份友情 10萬年後也不會凍結                | 勇闖冰河時期 阻止地球變雪球！                                   | 伴我同行                                   |
| 2018年   | 大雄的金銀島             |      | 找到的是， 比寶物還要珍貴的寶物。          | 乘風破浪！！秘島出航搵寶藏                                      | 帶我回家 LET'S GO HOME                     |
| 2019年   | 大雄的月球探測記         |      | 信賴的力量讓我們緊緊相連！                 | 相信朋友 凝聚力量                                               | 請相信，想像力——致每個孩子與曾經是孩子的你 |
| 2020年   | 大雄的新恐龍             |      | 哈囉！新大雄。                             | 哈囉！新大雄。                                                  | 你好！新大雄。                             |
| 2020年   | 大雄的新恐龍             |      | 大家，出發吧。                             | 好！出發啦！                                                    | 来！出发吧！                               |
| 2022年   | 大雄的宇宙小戰爭 2021    |      | 不管是朋友，還是這個星球，我都會好好保護。 | 無論朋友，還是這星球，我都會守護到底。                          | 不管是朋友還是這個星球，我都會守護住的。   |
| 2023年   | 大雄與天空的理想鄉       |      | 前往天空的大冒險。                         | 天空大冒險，出發。                                              | 天空大冒险，出发！                         |
| 2023年   | 大雄與天空的理想鄉       |      | 用我們的「獨特性」拯救世界。               | 拯救世界的，是「獨一無二」的我們。                              | 拯救世界的，是独一无二的我们！             |
| 2024年   | 大雄的地球交響樂         |      | Do Re Mi Fa Sol La Si...No？               | 音樂從世界消失？一起「聲音」大冒險                              | DO RE MI FA SOL LA SI...NO？               |
| 2024年   | 大雄的地球交響樂         |      | 互相共鳴！我們的「音色」的大冒險           | 音樂從世界消失？一起「聲音」大冒險                              | 一起奏响！我们的『音乐』大冒险             |
| 2025年   | 大雄的繪畫世界物語       |      | 大家的色彩，讓世界更加繽紛。               | 大家的色彩，令世界更加繽紛                                      | 轻点画笔，翻转世界！                       |

#### 原創口號
香港及中國大陸上映《多啦A夢》電影多時都會獨創原創口號。香港原創標語通常直接呼應電影題材甚至貼地或彰顯粵語以及香港中文特色，至於中國大陸則常以回家或童年作包裝設計標語。
| 日本上映 | 片名                     | 口號           | 口號                   |
| 日本上映 | 片名                     | 香港           | 中國大陸               |
| -------- | ------------------------ | -------------- | ---------------------- |
| 1999年   | 大雄的宇宙漂流記         | 同你宇宙探險   | 不適用                 |
| 2000年   | 大雄的太陽王傳說         | 盛大獻映       | 不適用                 |
| 2001年   | 大雄與翼之勇者           | 一飛沖天       | 不適用                 |
| 2002年   | 大雄與機械人王國         | 冒險大進發!!   | 不適用                 |
| 2003年   | 大雄與風之使者           | 乘風而來       | 不適用                 |
| 2004年   | 大雄的貓狗時空傳         | 玩轉時空       | 不適用                 |
| 2006年   | 大雄的恐龍2006           | 恐龍陪你放暑假 | 欢乐上映               |
| 2007年   | 大雄的新魔界大冒險       | 嗎喱嗎喱空     | 全国影院闪亮登场！     |
| 2008年   | 大雄與綠之巨人傳         | 闖入綠色世界   | 暑假火热上映           |
| 2009年   | 新·大雄的宇宙開拓史      | 向宇宙出發     | 不適用                 |
| 2010年   | 大雄的人魚大海戰         | 暢遊海底世界   | 不適用                 |
| 2011年   | 新·大雄與鐵人兵團        | 鐵人大作戰     | 不適用                 |
| 2012年   | 大雄與奇跡之島           | 發現新大陸     | 不適用                 |
| 2013年   | 大雄的秘密道具博物館     | 打開神秘之門   | 不適用                 |
| 2014年   | 新·大雄的大魔境          | 探索魔境       | 不適用                 |
| 2015年   | 大雄之宇宙英雄記         | 一飛衝天去！   | 不適用                 |
| 2016年   | 新·大雄的日本誕生        | 見證誕生       | 一起‧天真              |
| 2017年   | 大雄的南極冰天雪地大冒險 | 暑假去冰度     | 伴我同行               |
| 2018年   | 大雄的金銀島             | 開心起航       | 帶我回家 LET'S GO HOME |
| 2019年   | 大雄的月球探測記         | 奇妙暑假       | 全国上映               |
| 2020年   | 大雄的新恐龍             | 中秋節巨獻     | 全国上映               |
| 2022年   | 大雄的宇宙小戰爭 2021    | 星際放暑假     | 不止天真               |
| 2023年   | 大雄與天空的理想鄉       | 一飛沖天       | 抵达天真 童心万岁      |
| 2024年   | 大雄的地球交響樂         | 開心共鳴       | 乐响“乐”快乐           |
| 2025年   | 大雄的繪畫世界物語       |                | 童“画”成真             |

## 外部連結
- 「映画ドラえもん」オフィシャルサイト （页面存档备份，存于） シリーズの映画作品全体を紹介している。
- 映画ドラえもん公式サイト  （页面存档备份，存于）最新作をはじめとする最近公開された映画作品の個別の公式サイト。
- 2014年 夏 公開｜映画「STAND BY ME ドラえもん」公式サイト （页面存档备份，存于）
- ドラえもん映画作品 （页面存档备份，存于） - ABEMAビデオ
- ドラえもん映画作品 （页面存档备份，存于） - YouTubeチャンネル